# Martín Elías
Martín Elías Díaz Acosta (Valledupar, 18 de junio de 1990 - Sincelejo, 14 de abril de 2017), más conocido como El Gran Martín Elías, fue un cantautor colombiano de vallenato, hijo del cantante Diomedes Díaz. Hizo parte de la generación de músicos que conformaron la llamada Nueva Ola del Vallenato, cosechando éxitos a nivel nacional e internacional con su música. A su fanaticada se le denominó como martinistas. 
Fue propietario de la Organización Musical Martín Elías Díaz S.A.S. y Rastafari Music, empresa de producción musical con la que grabó con artistas como Luis Mario Oñate y Rafael Santos Díaz. Durante su carrera también trabajó con las casas disqueras Codiscos y Sony Music Colombia.

## Familia
Fue hijo del cantautor Diomedes Díaz Maestre y Patricia Acosta Solano quienes contrajeron matrimonio el 13 de septiembre de 1978 en San Juan del Cesar y se divorciaron en 1995. De este matrimonio nacieron Rafael Santos, Diomedes de Jesús, Luis Ángel y Martín Elías Díaz Acosta. Por parte de padre, Martín Elías tiene unos 24 medio hermanos conocidos. Martín Elías fue bautizado así por su progenitor en homenaje al tío de este, el acordeonero Martín Elías Maestre Hinojosa, fallecido en 1979 en un accidente de tránsito a los 26 años.
El 6 de julio de 2007 contrajo matrimonio católico con Claudia Varón, "Caya", a la cual le compuso 4 canciones de su autoría: Cuánto te amo, No pienses lo malo, mi vida, Me dominan tus ojos y Como ella no hay ninguna. Se conocieron en Bogotá estudiando en la universidad. Luego de un año de relación se casaron por la iglesia y un año después nació su primer hijo, Martín Elías Díaz Varón, el 14 de noviembre de 2007. Martín y Claudia se separaron en 2014, siempre mantuvieron una relación en buenos términos.
El 24 de octubre de 2014 Díaz Acosta contrajo matrimonio con Dayana Patricia Jaimes García más conocida como la "Mona Linda" en ceremonia civil. Se conocieron en Valledupar cuando eran adolescentes porque Luis Ángel, uno de los hermanos de Martín, era el mejor amigo de Dayana y se la presentó a su hermano. Meses después Dayana se fue a estudiar a Barranquilla, fue cuando Martin se comprometió con Claudia Varón. Después del divorcio de Claudia, Martín se casó con Dayana, relación de la cual nació su hija Paula Elena Díaz Jaimes el 21 de mayo de 2015, conocida como la Purry.

## Trayectoria musical
Creció en medio de la fama de su padre, máximo exponente de la música vallenata. A la edad de 6 años su padre le hacía cantar durante sus multitudinarios conciertos. Durante su infancia, Martín Elías también aspiraba a convertirse en futbolista profesional, pero finalmente optó por la música siendo así después del fallecimiento de su padre quién con gran éxito pudo llevar la bandera de la Dinastía Díaz siendo no solo ejemplo en la música vallenata, sino también como ser humano, siendo uno de los principales cantantes que expresó su apoyo a la continuidad del vallenato tradicional y a sus colegas igualmente.
Siendo un adolescente mientras cursaba sus estudios en el Colegio Ateneo El Rosario de Valledupar, fue invitado por su tío Élver Díaz, también cantante vallenato a que formara parte de la agrupación musical llamada La Familia de Diomedes, integrada por varios familiares herederos de la dinastía Díaz Maestre. Con La Familia de Diomedes, Martín grabó sus primeras producciones musicales en 2001 y 2004. Con la Familia de Diomedes, Martín Elías grabó canciones como 'Amor Inocente', 'Si me quieres yo también' y 'Solo tu mi Dios'. Sin embargo, Martín Elías desde su juventud quiso emular el éxito que logró su padre como solista, por lo que en 2004 decidió cantar como solista y formar su propia agrupación.

### Con Fernando Rangel
El primer acordeonero con el que conformó una agrupación fue Fernando Rangel, con quien realizó su primera presentación durante la versión 38 del Festival de la Leyenda Vallenata. Junto con Fernando Rangel, Martín Elías realizó numerosas presentaciones en varias ciudades colombianas como Valledupar, Bogotá, Santa Marta y Barranquilla, además de otras poblaciones de la región Caribe colombiana.

### Con Rolando Ochoa
En 2006 tras realizar una producción musical en estudio con los arreglos del acordeonero Rolando Ochoa, Martín Elías y Rolando acordaron conformar una nueva agrupación. Rolando había estado grabando y presentándose como acordeonero y solista en un intento por volver al vallenato tradicional, al año siguiente en 2007 firman con Discos Fuentes y lanzan al mercado Una nueva historia. Tras su salida, realizaron más de 20 conciertos en Colombia, lo cual representó un balance positivo para un artista recién lanzado profesionalmente. 
En 2008 en aras de consolidar el proyecto luego de los resultados obtenidos con su primera producción, Elías y Ochoa firman con Codiscos lanzando al mercado "Marcando La Diferencia" dónde canciones como "Linda" y "De Mil Al Cien" sonaron con gran fuerza en el territorio de la costa atlántica, llevándolos a estar de gira todo el 2008, sin embargo a pesar de la popularidad de algunas canciones el disco no logró los números esperados lo cual llevó a que terminaran el contrato discográfico con Codiscos.
En 2009 Elías y Ochoa graban nuevamente, esta vez de manera independiente lanzando "Cosa De Locos". Con canciones como "Cosa De Locos", "Veinte Vidas Más", "Quién Te Crees Tú", "La Soyadera", "Enamorarte", y "Quiero Quiero" las cuales sonaron a lo largo de todo el año, asegurándoles presentaciones en todo el territorio del Caribe colombiano. El álbum obtuvo tanto éxito que en un principio solo prensaron 3000 copias físicas, y debido a la gran demanda de ventas fueron obligados posteriormente a seguir prensando discos, obteniendo ventas superiores a 9000 copias en toda Colombia estando muy cerca de lograr el disco de oro. Esto representó un hito en la industria musical colombiana, ya que resultaba increíble que un artista relativamente nuevo y de manera independiente alcanzara una cifra tan alta en ventas con el alto índice de piratería que había en esos años, esta hazaña llevó a que Elías y Ochoa firmaran nuevamente con Codiscos esta vez bajo distribución exclusiva conservando estos el fonograma de sus futuros álbumes.
Martín Elías y Rolando Ochoa durante el 2010 y parte de 2011 se concentraron en seguir presentándose por todo el territorio nacional y en la grabación de su próximo álbum, el 8 de abril de 2011 lanzan al mercado "El Terremoto Musical", esta vez consolidándose a nivel nacional, con este álbum obtuvieron éxito en casi todas las canciones del compacto, llegando a tener alrededor de 170 conciertos en todo año destacando los 34 que tuvieron solo en el mes de diciembre debido a la popularidad del mismo, tras éxitos como "Abrete" sencillo que se disparó a nivel nacional, "La Gota" "El Terremoto" y El Complemento De Mi Vida" el álbum logró vender 25.000 copias logrando un disco de oro y siendo una de las producciones más comercializadas del año 2011 debido a sus millonarias ventas.
Tras la conflictiva separación de agrupación del cantante Silvestre Dangond y el acordeonero Juancho De la Espriella, Silvestre le ofreció a Rolando conformar una nueva agrupación separándose este de una larga unión con Martín Elías.

### Con Juancho De la Espriella
Al retiro de Rolando decidió contactar a Juan Mario 'Juancho' De la Espriella para conformar una nueva agrupación. De la Espriella ya había grabado con su padre Diomedes Díaz, por lo que tuvo una gran aceptación entre sus seguidores. 
En 2012 para presentar la nueva unión musical lanzan al mercado "el Boom Del Momento" logrando mucho éxito con este, obteniendo nuevamente disco de oro por más de 15.000 copias vendidas y siendo así el álbum más exitoso del 2012. 
Desde que el compacto discográfico fue lanzado, varias son las canciones que se consolidaron en el gusto de sus seguidores, amantes del vallenato y emisoras especializadas; De esta manera, temas como ‘Por Ti’, ‘El Boom del Momento’, ‘Tu Loco’, ‘El Pase del Tumbao’, ‘El Amor Llegó’, ‘El Temple’ y ‘Vas a Llorar’ se convirtieron en éxitos radiales en muchas ciudades de Colombia y la comunidad vallenata de todo el mundo. La unión entre Martín Elías y De La Espriella se consolidó a gran escala tanto que realizaron conciertos en Venezuela, Estados Unidos, Aruba y Panamá.
Para el 2014 luego de dos años sin lanzar álbum, Elías y De La Espriella grabaron una nueva producción titulada La Historia continúa, esta se realizó en homenaje a Diomedes Díaz (fallecido en diciembre de 2013) cuyo tema del mismo nombre Elías rinde su tributo a su padre. El álbum fue lanzado al mercado en enero de 2014 y logró disco de oro por más de 10.000 copias vendidas. De este álbum se desprendieron éxitos como "El Fantasma", "Échate Pa' Allá" y "Diez Razones Para Amarte" canción que a día de hoy es la más exitosa del catálogo musical de Martín Elías.
Debido a diferencias internas de la agrupación Martín y Juancho se separaron en noviembre de 2014.

### Nuevamente con Rolando Ochoa y últimos proyectos
Una vez anunció su separación de De la Espriella, Martín Elías consideró unirse a los acordeoneros Gonzalo 'El Cocha' Molina o Iván Zuleta, pero finalmente buscó nuevamente al acordeonero Rolando Ochoa quien renunció a la agrupación del cantante Mono Zabaleta para unirse a Martín.
En esta nueva etapa Martín Elías firma con la disquera Sony Music Colombia, y El 23 de agosto de 2015 junto a Rolando lanzan al mercado la producción musical Imparables. este álbum obtuvo gran éxito a nivel nacional e internacional logrando obtener disco de platino por más de 20.000 copias vendidas, además de reunir más de 25 mil personas en el lanzamiento del mismo en el Parque de la leyenda vallenata en Valledupar, un hito que solo habían logrado anteriormente Silvestre Dangond y Peter Manjarrés. Con este trabajo discográfico logró su primera nominación al premio Grammy latino en la categoría "Mejor Álbum cumbia/Vallenato". 
En 2016 después de consolidarse como el artista vallenato del momento, decide grabar nuevamente un álbum de clásicos de la música vallenata, titulado "Homenaje A Los Grandes Vol 2", en este compacto vuelve a rendir homenaje a aquellos intérpretes de la anterior generación, que consolidaron el género vallenato a nivel nacional e internacional. Grabó canciones que fueron éxitos en la voz de intérpretes como Rafael Orozco Maestre, Iván Villazón, Beto Zabaleta, Poncho Zuleta, Farid Ortiz, y por supuesto su padre Diomedes Díaz en la época de los 90. El álbum salió al mercado el 25 de noviembre de 2016 y antes de su salida ya había sido galardonado como disco de platino por ventas superiores a 20.000 copias logradas en preventa, un hecho histórico para el vallenato en ese momento.  

### Martín Elías en yo me llamo
En 2017 un joven llamado Jorge Jerez en el reality colombiano Yo me llamo el cual recibió el apoyo del artista. El gran Martin Elías tuvo un gesto noble con el artista, le regaló 4 millones de pesos para que tuviera la familia de Jerez para pagar el arriendo y alimentación 
Para 2017 Martín Elías ya había prometido a sus seguidores entregar un nuevo trabajo discográfico, después de una ardua jornada de escogencias de canciones, y una extensa gira nacional e internacional a comienzos de año, entre la última semana de marzo y la primera semana de abril de ese año Martín y Rolando grabaron todas las canciones de la que sería su última producción musical, una semana después de ese hecho sucedería el lamentable accidente en el que Martín Elías perdió la vida.  
Una semana después del sepelio y homenajes realizados a Martín Elías por diferentes organizaciones del ámbito folclórico en Colombia, Rolando Ochoa junto a Marlon Gutiérrez quienes fungieron como productores del álbum, completaron las canciones ya grabadas, y en posproducción agregaron saludos y animaciones de álbumes anteriores para completar los temas que conformaban el álbum.  
"Sin Límites" salió al mercado a título póstumo el 16 de junio de 2017, dos días antes del que hubiese sido el cumpleaños número 27 de Martín, consiguiendo disco triple de platino por más de 60.000 copias vendidas,  el galardón fue recibido por su acordeonero, su viuda y demás familiares, además de ser nuevamente nominado al premio Grammy latino en la categoría "Mejor Álbum Cumbia/Vallenato".

## Fallecimiento
Martín Elías se presentó en la madrugada del 14 de abril de 2017 en Coveñas y después viajó a Cartagena en su camioneta conducida por su chofer Armando León Quintero Ponce, para encontrarse con su esposa, hijos y su hermano Rafael Santos. Pero sufrió un accidente de tránsito a las 7:30 a. m. en la Transversal del Caribe, carretera que conduce de Tolú a San Onofre (Sucre) a la altura del corregimiento de Aguas Negras. De acuerdo con las autoridades el accidente se produjo por el mal estado de la vía. Según testigos, la camioneta trató de esquivar una motocicleta, saliendo de la vía y perdiendo el control, produciendo que el vehículo volcara dando vueltas por el aire. El cantante, que no llevaba puesto el cinturón de seguridad salió expulsado del vehículo por la parte frontal, provocando que sufriera múltiples lesiones en todo el cuerpo. Fue trasladado al hospital de San Onofre, el cual no contaba con la dotación adecuada para atender este tipo de emergencias y de donde lo remitieron a la Clínica Santa María de Sincelejo donde fue intervenido quirúrgicamente, pero falleció a las 12:45 p. m.

## Funeral y entierro
Su funeral se celebró el 17 de abril en el Parque de la Leyenda Vallenata en Valledupar, siendo declarado ese día cívico, para que gran cantidad de personas pudiesen acudir. Asistieron artistas como Iván Villazón, Silvio Brito, Jean Carlos Centeno, Poncho Zuleta, Jorge Oñate, Silvestre Dangond, Peter Manjarrés, Churo Díaz, John Mindiola, y Rafael Santos Díaz, este último su hermano, entre otros muchos para darle el último adiós.
Su féretro fue subido a una máquina del Cuerpo de Bomberos y emprendió el recorrido por la Glorieta de las Piloneras y el Balneario de Hurtado. Durante el trayecto, más de 40 mil seguidores, vestidos con camisetas amarillas (color que identifica a 'Los Martinistas') entonaron sus canciones. Muchos llevaban ramilletes de flores, agitaban pañuelos blancos y carteleras con mensajes emotivos, uno de ellos decía: 

Martín, te vas para el cielo, pero tranquilo, aquí en la tierra quedamos tus seguidores, quienes, con tus canciones, te recordaremos siempre.

El cortejo fúnebre con amigos y familiares avanzo hasta el cementerio Jardines del Eccehomo de Valledupar, donde fue enterrado.

## Acordeón Música
- Rolando Ochoa (2006-2012, 2015-2017)
- Juancho De la Espriella (2012-2014)

## Discografía
- Una nueva historia (2007)-Rolando Ochoa
- Marcando la diferencia (2008)-Rolando Ochoa
- Cosa de Locos (2009)-Rolando Ochoa
- El terremoto musical (2011)-Rolando Ochoa
- Homenaje a los grandes del vallenato Volumen I (2011)
- El boom del momento (2012)-Juancho De la Espriella
- La historia continua (2014)-Juancho De la Espriella
- Imparables (2015)-Rolando Ochoa
- Entre Díaz y canciones (2015)
- Homenaje a los grandes del vallenato Volumen II (2016)
- Sin límites (2017)-Rolando Ochoa

## Premios y nominaciones
Congos de oro: Otorgado en el Festival de Orquestas del Carnaval de Barranquilla:
| Año  | Trabajo nominado                       | Categoría      | Resultado |
| ---- | -------------------------------------- | -------------- | --------- |
| 2014 | Martín Elías & Juancho de La Espriella | Rey del Pueblo | Ganador   |

Premios Grammy Latinos
| Año  | Trabajo nominado | Categoría                    | Resultado |
| ---- | ---------------- | ---------------------------- | --------- |
| 2016 | Imparables       | Mejor álbum Cumbia/Vallenato | Nominado  |
| 2017 | Sin Límites      | Mejor álbum Cumbia/Vallenato | Nominado  |

Otros Reconocimientos:
- Disco de oro por el álbum El Terremoto Musical
- Disco De Oro Por el álbum El Boom Del Momento
- Disco De Oro por el álbum La Historia Continua
- Disco De Platino Por el álbum Imparables
- Disco De Platino Por el álbum Homenaje A Los Grandes Del Vallenato Vol,2
- Triple Disco De Platino Por el álbum Sin Límites
- Premios Nuestra Tierra 2013 (Ganador) Mejor Canción Vallenata por Ábrete
- Premios Nuestra Tierra 2013 (Ganador) Mejor Artista Vallenato